# Tyler Henry
Benjamin Tyler Henry (ur. 22 marca 1821 w Claremont, zm. 8 czerwca 1898 w New Haven) – amerykański wynalazca i konstruktor broni strzeleckiej.
Rusznikarstwa uczył się w J.B. Ripley Company w Claremont. Po krótkiej praktyce u innych producentów broni, w tym również w Springfield Armory, na krótko podjął pracę w Robbins, Kendall i Lawrence Armory. Tam pierwszy raz zetknął się z bronią powtarzalną. W roku 1858 zaczął pracować w firmie New Haven Arms Company, w której prezesem był Oliver Winchester. Tam opracował i opatentował 16 października 1860 roku karabin powtarzalny pod nazwą Henry M1860. W 2-połowie lat 60 opuścił firmę i założył własny zakład w New Haven.